# プチクッキング
『プチクッキング』は、岐阜放送（ぎふチャン）で毎週土曜20:54 - 20:58に放送している料理番組である。提供は中部電力。

## 概要
冷蔵庫に眠っている食材で、野菜の切れ端など普段はあまり使わない部分を上手に使って、誰にでも出来るエコ料理・エコアイデアを紹介。

## 出演者
- 服部節子（岐阜料理教室）
- 富奈々恵（アシスタント）
- 神保絵利子（ナレーション）
- 古林千明（ナレーション）

## 撮影協力
- 中部電力岐阜支店1階電化プラザ